# Siegfried Müller (mercenário)
Siegfried Friedrich Heinrich Müller (26 de outubro de 1920 - 17 de abril de 1983) também chamado de Kongo-Müller era um ex-candidato a oficial da Wehrmacht alemão que lutou como mercenário sob o comando do major Mike Hoare na crise do Congo.

## Biografia
Siegfried Müller nasceu em Crossen an der Oder, Alemanha (atual Krosno Odrzańskie, Polônia) em 1920. Depois da Juventude Hitlerista e do Serviço Trabalhista do Reich, Müller juntou-se à Wehrmacht em 1939, lutando nas campanhas na Polônia, França e na Frente Russa. Ele alegou ter detido o posto de primeiro-tenente no final da guerra, mas isso não foi verificado. Ele foi gravemente ferido e capturado pelos americanos.
Libertado em 1947, ele se alistou no Grupo de Trabalho Civil do Exército dos EUA (CLG), uma Unidade Alemã do Serviço de Trabalho Americano; em seguida, tornou-se tenente em uma unidade de segurança CLG. Ele teve sua entrada negada no Bundeswehr em 1956, mas encontrou emprego na British Petroleum, limpando minas plantadas pelo Afrika Korps no deserto do Saara durante a Segunda Guerra Mundial.

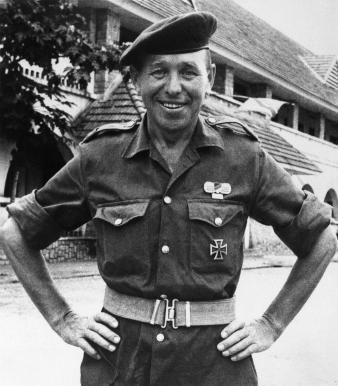
Siegfried Mueller durante a Crise do Congo

Müller emigrou para a União Sul-Africana em 1962 e foi recrutado como mercenário com a patente de Tenente da Crise do Congo em 1964. Aos 44 anos, Müller era o mais velho dos soldados de Mike Hoare. Ele foi promovido a capitão após uma operação bem-sucedida para tomar Albertville (agora Kalemie) e liderou o 52 Comando, uma subunidade do No 5 Comando composta por aproximadamente 53 soldados. Posteriormente, ele foi promovido a major. Acredita-se que as atividades dos mercenários no Congo tenham contribuído amplamente para a conotação predominantemente negativa do termo "mercenário" nos debates contemporâneos, permanecendo profundamente associado à violência arbitrária e assassinatos, falta de transparência e ausência de motivação patriótica, em vez de se concentrar exclusivamente em dinheiro. Muitas fotos mostram Müller usando sua Cruz de Ferro, uma antiga condecoração militar que - estabelecida pelo rei Friedrich Wilhelm III da Prússia em 1813 - no Reino da Prússia e mais tarde no Império Alemão (1871 – 1918) e na Alemanha Hitlerista (1933 – 1945)
Ele morreu em Boksburg, subúrbio de Gauteng em Johanesburgo, África do Sul, de câncer no estômago em abril de 1983.

## Na cultura popular
O Major Müller usou sua Cruz de Ferro de Primeira Classe da Segunda Guerra Mundial em suas operações no Congo, o que atraiu a atenção de jornalistas da revista Time.